# Tom Thibodeau
Tom Thibodeau, né le 17 janvier 1958, est un entraîneur américain de basket-ball.
Il est entraîneur adjoint des Celtics de Boston, avec lesquels il remporte les Finales NBA 2008. En 2011, il est nommé entraîneur de l’année, après avoir mené les Bulls de Chicago à une saison de 62 victoires.
Il est entraîneur adjoint de l’équipe des États-Unis de basket-ball de 2013 à 2016 et aide l’équipe américaine à remporter une médaille d’or aux Jeux olympiques de 2016.

## Biographie

### Débuts
Il commence sa carrière d'entraîneur à Salem State University, école dont il est diplômé et où il a évolué en tant que joueur. Il occupe pendant trois saisons un poste d'adjoint avant de se voir confier le poste d'entraîneur en chef, poste qu'il occupe une saison.
Il rejoint ensuite l'université Harvard où il occupe un poste d'adjoint chez le Harvard Crimson pendant quatre saisons.

### Entraîneur adjoint en NBA (1989-2010)
En 1989, il devient adjoint auprès de Bill Musselman chez la nouvelle franchise NBA des Timberwolves du Minnesota. Il reste deux saisons dans cette franchise qui, pour ses débuts, présente un bilan de 22 victoires pour 60 défaites lors de sa première saison, puis 29 victoires lors de la seconde. En 1991, il occupe un poste de scout pour les Suns de Phoenix. Il rejoint ensuite une autre franchise de la conférence Ouest, les Spurs de San Antonio. Il y reste durant deux saisons avant de rejoindre les Sixers de Philadelphie où il reste durant deux années de 1994 à 1996. En 1996, il rejoint les Knicks de New York, franchise où il évolue sous la direction de Jeff Van Gundy. La franchise new-yorkaise atteint les finales NBA lors de la saison 1998-1999, finale perdue quatre victoires à une face aux Spurs de San Antonio. Les Knicks, qui avaient terminé à la huitième place de la phase régulière en phase régulière, éliminent le Heat de Miami, puis les Hawks d'Atlanta et les Pacers d'Indiana pour devenir la première franchise classée no 8 à atteindre les finales NBA. Toutefois, le forfait de Patrick Ewing, blessé lors du second match des finales de Conférence, et la blessure au genou de Larry Johnson, empêchent les Knicks de rivaliser face aux Spurs de David Robinson et Tim Duncan. En décembre 2001, les Knicks se séparent de Jeff Van Gundy au profit de Don Chaney qui conserve Thibodeau en tant qu'adjoint.
Thibodeau retrouve son ancien entraîneur en chef Jeff Van Gundy chez les Rockets de Houston à partir de 2003, poste où il reste en place jusqu'en 2007. Les progrès de la franchise texane en défense, trois fois dans les cinq meilleures défensives de la ligue durant son passage à Houston et sixième lors de la quatrième saison font de lui le choix de l'entraîneur Doc Rivers pour prendre en charge la défense des Celtics de Boston. Pour cette saison, les Celtics ont recruté deux joueurs All Star, Ray Allen et Kevin Garnett qui rejoignent Paul Pierce pour former le big three. La franchise termine avec le deuxième rang de la ligue au niveau des points concédés. Garnett termine avec le titre de NBA Defensive Player of the Year, défenseur de l'année. Les Celtics terminent au premier rang de la ligue avec un bilan de 66 victoires pour 16 défaites. Lors des playoffs, ils éliminent les Hawks d'Atlanta en sept manches, puis les Cavaliers de Cleveland, toujours en sept matchs, puis les Pistons de Détroit en six manches. Lors des finales NBA, les Celtics l'emportent quatre à deux face aux Lakers de Los Angeles.
Thibodeau effectue deux nouvelles saisons sous la direction de Doc Rivers. Lors de la saison 2008-2009, les Celtics terminent seconds de la conférence Est derrière les Cavaliers de Cleveland. Lors des playoffs, ils éliminent les Bulls de Chicago mais s'inclinent au tour suivant face au Magic d'Orlando. Lors de la saison 2009-2010, avec un bilan de 50 victoires pour 32 défaites, les Celtics terminent à la quatrième place de la conférence Est. En playoffs, ils éliminent le Heat de Miami par quatre victoires à une, puis Cleveland par quatre à deux. En finale de conférence, les Celtics éliminent Orlando quatre à deux pour retrouver en finale les Lakers de Los Angeles. Ceux-ci prennent leur revanche de la finale de 2008 en l'emportant 83 à 79 au Staples Center de Los Angeles lors de la septième et dernière manche.

### Bulls de Chicago (2010-2015)
Quelques jours après cette finale, les Bulls de Chicago annoncent la nomination de Tom Thibodeau au poste d'entraîneur en chef, à la place de Vinny Del Negro qu'ils avaient préalablement démis de ses fonctions.
Pour sa première saison à la tête de Chicago, Thibodeau obtient le meilleur bilan de la NBA (62 victoires pour 20 défaites). C'est la première fois depuis 1998 que les Bulls réussissent cette performance. Après avoir remporté à trois reprises le titre d'entraîneur du mois de la conférence Est, en janvier, mars et avril, Thibodeau reçoit le 1er mai 2011 la distinction d'entraîneur de l'année en NBA, NBA Coach of the Year pour récompenser l'excellente saison de son équipe.
Le 19 mars 2012, il devient l'entraîneur ayant atteint le plus rapidement la barre des 100 victoires en carrière avec un total de 130 matchs pour y parvenir, devançant Avery Johnson qui avait atteint ce total en 131 rencontres en 2006. Il est de nouveau reconnu comme l'un des meilleurs entraîneurs de la ligue, remportant à deux reprises le titre d'entraîneur du mois, pour le mois de décembre-janvier et mars et en terminant deuxième du vote de NBA Coach of the Year derrière Gregg Popovich. Meilleur bilan de la conférence Est avec cinquante victoires pour seize défaites, les Bulls s'inclinent au premier tour des playoffs face aux Sixers de Philadelphie sur le score de quatre à deux. La première place de la conférence Est plus tôt dans la saison lui a permis de diriger l'équipe de la conférence lors du NBA All-Star Game 2012, rencontre finalement remportée par la sélection de l'Ouest sur le score de 152 à 149.
Pour sa troisième saison à la tête d'une franchise NBA, il obtient de nouveau un trophée d'entraîneur du mois, en janvier. Classés au cinquième rang de la Conférence, les Bulls franchissent le premier tour des playoffs en s'imposant quatre à trois face aux Nets de Brooklyn, puis s'inclinent quatre à un lors du tour suivant face au Heat de Miami, malgré une victoire 93 à 86 lors du premier match de la série, disputé sur le parquet de Miami. En juin 2013, la NBA lui inflige une amende de 35 000 dollars pour avoir accusé les joueurs du Heat, dont LeBron James, d'avoir simulé des fautes (flop).
Lors de la saison 2013-2014, il est de nouveau reconnu parmi les meilleurs entraîneurs de la ligue, terminant troisième du classement décernant ce titre, derrière Gregg Popovich, lauréat pour la troisième fois, et Jeff Hornacek, l'entraîneur des Suns de Phoenix.
Il est limogé des Bulls de Chicago le 28 mai 2015 après cinq années en tant qu’entraîneur principal.

### Timberwolves du Minnesota (2016-2019)
Le 21 avril, le président des Timberwolves du Minnesota annonce que Tom Thibodeau sera le nouvel entraîneur en chef et le président des opérations basket de l'équipe à la place de Sam Mitchell qui avait pris ce poste au début de la saison 2015-2016 à la suite de la mort de Flip Saunders. Les journalistes annoncent que ce choix est excellent pour Minnesota grâce à son expérience acquise avec les Bulls de Chicago et pour apporter son expérience une équipe prometteuse de la NBA. Lors sa seconde saison au sein de la franchise, il amène les Timberwolves à leur première participation en playoffs depuis 14 ans.
Le 6 janvier 2019, il est remplacé par son adjoint Ryan Saunders.

### Knicks de New York (2020-2025)
Le 30 juillet 2020, il est nommé entraîneur principal des Knicks de New York, où il est entraîneur adjoint de 1996 à 2003. 
Lors de la saison 2020-2021 où les Knicks déjouent les pronostics et se qualifient pour les playoffs, il est élu pour la seconde fois de sa carrière Entraîneur de l'année devant Monty Williams et Quin Snyder.
Les Knicks se qualifient pour les playoffs à l'issue de la saison 2024-2025. Ils atteignent la finale de la conférence Est et sont battus par les Pacers de l'Indiana. Thibodeau est licencié à l'issue de la saison.

## Palmarès
- NBA Coach of the Year en 2011 et 2021

## Statistiques en tant qu'entraîneur
| Entraîneur de l'année | Participation en playoffs |

| Équipe    | Année     | Saison régulière | Saison régulière | Saison régulière | Saison régulière | Saison régulière          | Playoffs | Playoffs  | Playoffs | Playoffs | Playoffs                                                               |
| Équipe    | Année     | Matchs           | Victoires        | Défaites         | %                | Classement                | Matchs   | Victoires | Défaites | %        | Résultat                                                               |
| --------- | --------- | ---------------- | ---------------- | ---------------- | ---------------- | ------------------------- | -------- | --------- | -------- | -------- | ---------------------------------------------------------------------- |
| Chicago   | 2010-2011 | 82               | 62               | 20               | 75,6             | 1er en division Centrale  | 16       | 9         | 7        | 56,3     | Défaite contre le Heat de Miami en finale de Conférence                |
| Chicago   | 2011-2012 | 66               | 50               | 16               | 75,8             | 1er en division Centrale  | 6        | 2         | 4        | 33.3     | Défaite contre les 76ers de Philadelphie au premier tour               |
| Chicago   | 2012-2013 | 82               | 45               | 37               | 54,9             | 2e en division Centrale   | 12       | 5         | 7        | 41,7     | Défaite contre le Heat de Miami en demi-finale de Conférence           |
| Chicago   | 2013-2014 | 82               | 48               | 34               | 58,5             | 2e en division Centrale   | 5        | 1         | 4        | 20,0     | Défaite contre les Wizards de Washington au premier tour               |
| Chicago   | 2014-2015 | 82               | 50               | 32               | 61,0             | 2e en division Centrale   | 12       | 6         | 6        | 50,0     | Défaite contre les Cavaliers de Cleveland en demi-finale de Conférence |
| Minnesota | 2016-2017 | 82               | 31               | 51               | 37,8             | 5e en division Nord-Ouest | -        | -         | -        | -        | Pas de playoffs                                                        |
| Minnesota | 2017-2018 | 82               | 47               | 35               | 57,3             | 4e en division Nord-Ouest | 5        | 1         | 4        | 20,0     | Défaite contre les Rockets de Houston au premier tour                  |
| Minnesota | 2018-2019 | 40               | 19               | 21               | 47,5             | Limogé                    | -        | -         | -        | -        | -                                                                      |
| New York  | 2020-2021 | 72               | 41               | 31               | 56,9             | 3e en division Atlantique | 5        | 1         | 4        | 20,0     | Défaite contre les Hawks d'Atlanta au premier tour                     |
| New York  | 2021-2022 | 82               | 37               | 45               | 45,1             | 5e en division Atlantique | -        | -         | -        | -        | Pas de playoffs                                                        |
| New York  | 2022-2023 | 82               | 47               | 35               | 57,3             | 3e en division Atlantique | 11       | 6         | 5        | 54,5     | Défaite contre le Heat de Miami en demi-finale de conférence           |
| New York  | 2023-2024 | 82               | 50               | 32               | 61,0             | 2e en division Atlantique | 13       | 7         | 6        | 53,8     | Défaite contre les Pacers de l'Indiana en demi-finale de conférence    |
| New York  | 2024-2025 | 82               | 51               | 31               | 62,2             | 2e en division Atlantique | 18       | 10        | 8        | 55,6     | Défaite contre les Pacers de l'Indiana en finale de conférence         |
| Total     | Total     | 998              | 578              | 420              | 57,9             |                           | 103      | 48        | 55       | 46,6     |                                                                        |